# Nala
En el marco del hinduismo, Nala es el nombre de varios personajes.
- nala, en el sistema AITS (alfabeto internacional para la transliteración del sánscrito).
- नल, en escritura devanagari del sánscrito.

## En el «Majábharata»
La leyenda de Nala y Damaianti es probablemente uno de los episodios más antiguos del Majábharata (texto épico-religioso del siglo III a. C.)  que es el repertorio más popular en toda la poesía de los libros sagrados de la antigua India).
La historia de Nala forma parte del canto 3.
Su tema es el amor conyugal.
El motivo de la fidelidad de la esposa al marido es uno de los más frecuentes en la antigua poesía hindú.

## En el «Ramáiana»
En el Ramaiana (texto épico-religioso del siglo III a. C.), Nala fue el general antropoide (amigo de Jánuman) que supervisó la construcción del puente flotante de rocas sobre el mar hasta la isla de Lanka, como le aconsejó Varuna (el dios del mar) al rey-dios Rama.

## Según Monier-Williams
Según el Sanskrit-English Dictionary del británico Monier Monier-Williams (1819-1899), el término sánscrito nala significa:
- nombre del rey de los niṣadhas (hijo de Virasena y esposo de Damaianti).[1]
- nombre de un jefe de los monos vanaras (hijo de Tuastri o de Visua Karma), también llamado Nala Setu. Luchó junto al rey dios Rama, contra los ejércitos del demonio Rávana.[2]
- nombre de un ser divino mencionado con Iama.[3]
- nombre de un daitya.[4]
- nombre de un hijo de Nishada y padre de Nabha o Nabhas.[5]
- nombre de un descendiente del anterior Nala (hijo de Sudhanvan y padre de Uktha).[6]
- nombre de un hijo del rey Iadu.[7]
- nombre de un escritor sobre medicina.
- especie de junco (Amphidonax karka, de 2,4 a 3,6 m de altura).[8]
- tala, medida de longitud de un palmo (palma de la mano).[9]
- una forma particular de constelación en la que todos los planetas o estrellas quedan agrupados en mansiones dobles.[10]
- el año 50 del ciclo de Júpiter, que duraba 60 años.
- el capullo de una Nelumbium speciosum. Se le llama nala, nalina y nalaní.
- aroma, olor.